# Adolf Ast
Adolf Ast (* 16. Juli 1874 in Breitenbach; † 19. September 1936 in Waldenburg; heimatberechtigt in Wimmis) war ein Schweizer Politiker.

## Leben
Ast besuchte die Landwirtschaftliche Schule Strickhof in Zürich und war danach als Werkführer auf dem Schlossgut Klingenberg tätig. Ab 1895 war er Land- und Schankwirt sowie Bahnhofvorstand in Niederdorf und von 1911 bis 1931 Vizepräsident, danach Präsident des Bezirksgerichts Waldenburg. Er war ab 1912 Präsident des Landwirtschaftlichen Vereins Baselland, gründete 1915 die Milchgenossenschaft und war Präsident der Viehzucht- und der Elektragenossenschaft Basel-Landschaft.
Von 1920 bis 1936 sass Ast im Baselbieter Landrat, war bis 1929 Gemeinderat in Niederdorf und war 1935/1936 Gemeindepräsident in Waldenburg. Bei den Schweizer Parlamentswahlen 1922 wurde er für die Demokratische Fortschrittspartei in den Nationalrat gewählt, dem er bis 1935 angehörte.
Ast galt als Interessenvertreter der Bauernschaft und als Gegner der Wiedervereinigung beider Basel.